# Henri Bazin

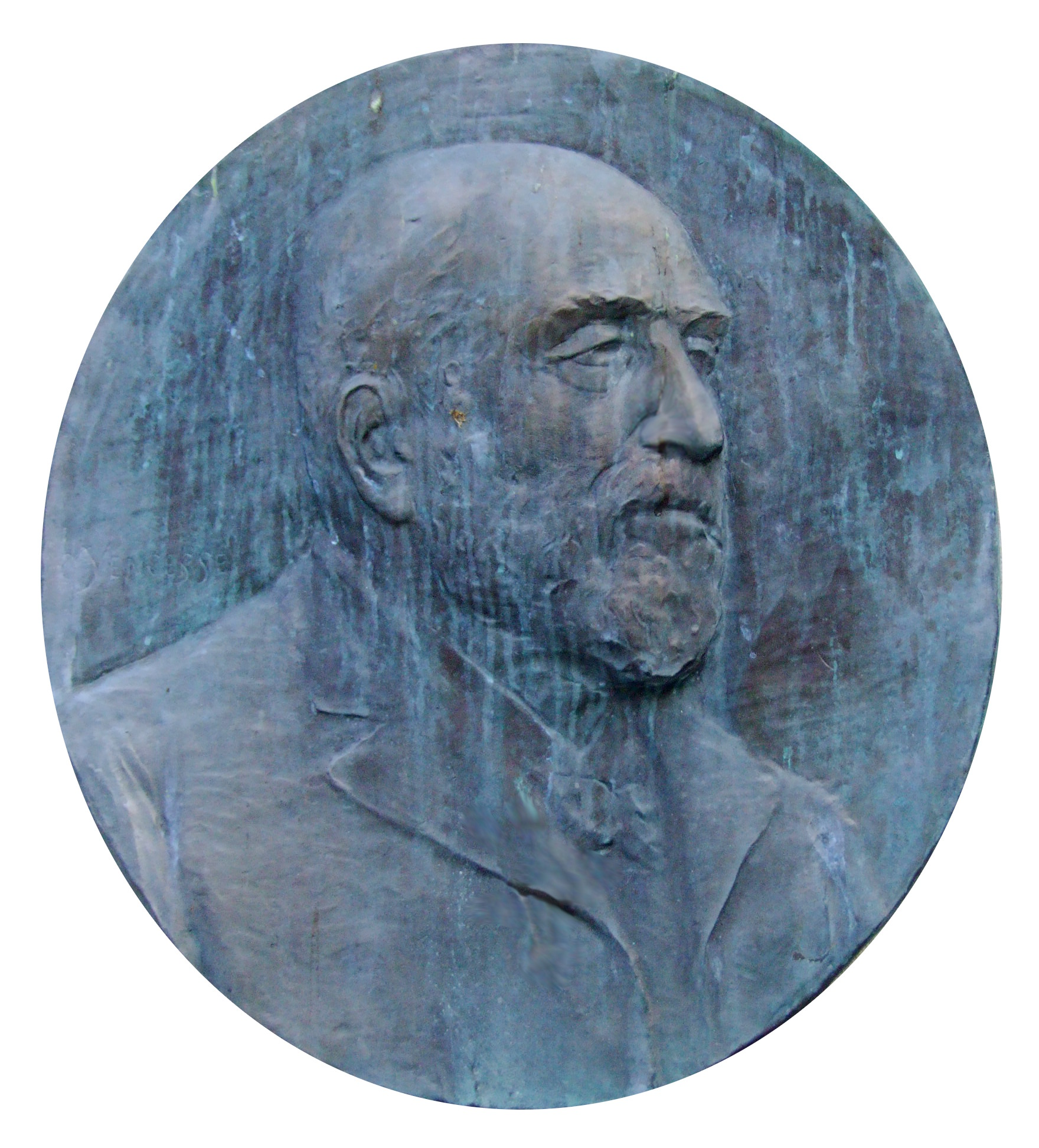
Wizerunek Bazina na medalionie pamiątkowym

Henri Émile Bazin (ur. 1829 w Nancy  – zm. 1917 w Chenôve) – francuski inżynier, hydromechanik. Badał przepływy cieczy w przewodach otwartych, a wyniki swoich prac badawczych wykorzystywał praktycznie przy regulacji rzek i nawadnianiu.

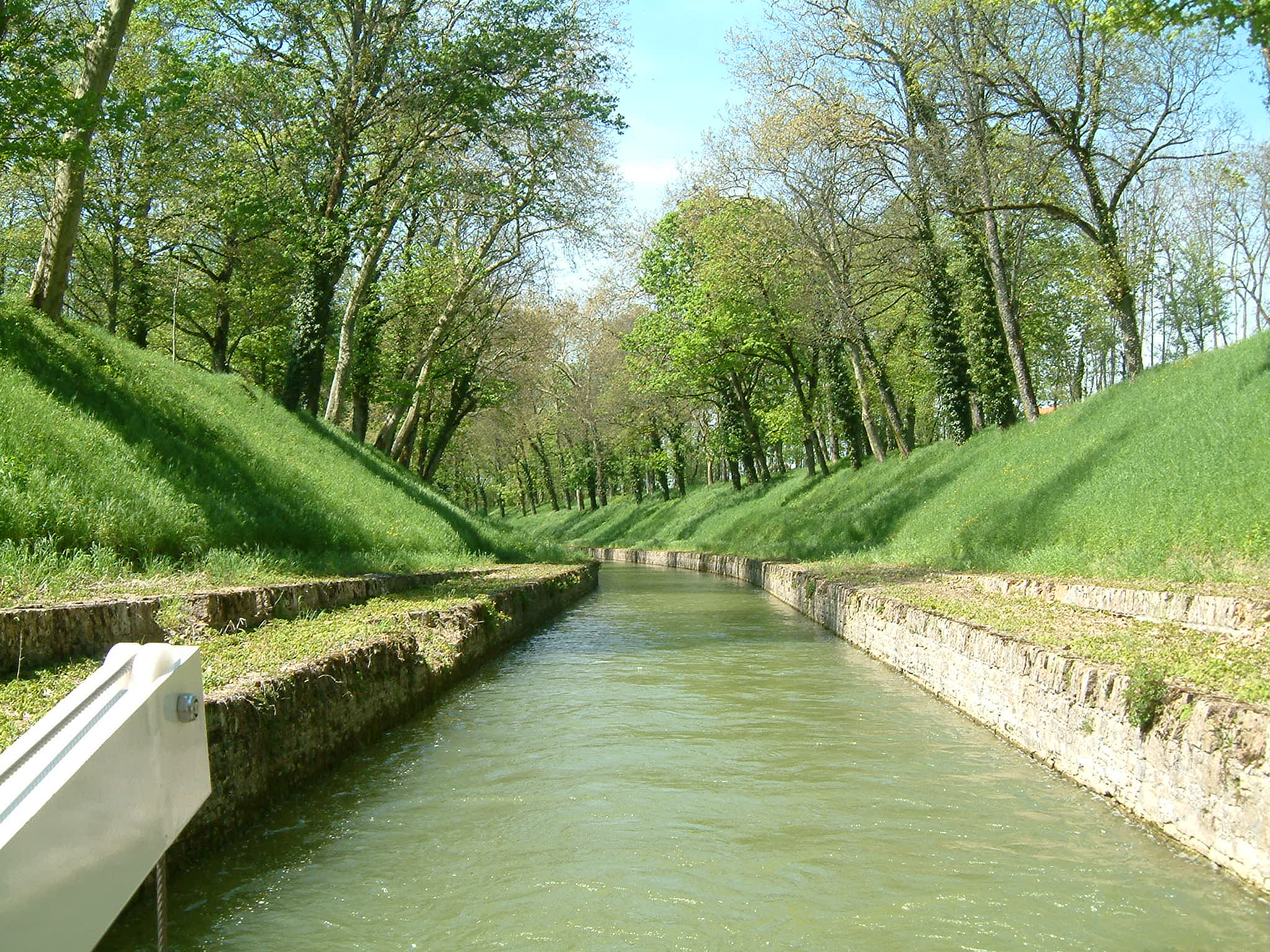
Kanał Burgundzki

Bazin początkowo pracował jako asystent wybitnego inżyniera Henry'ego Darcy. Po jego śmierci kontynuował rozpoczęte przez niego prace. Pracował również przy budowie Kanału Burgundzkiego.